# Sulkava
Sulkava è un comune finlandese di 2375 abitanti, situato nella regione del Savo Meridionale.
Il paese è noto per le sue gare di barche a remi. Organizzata all'inizio di luglio, questa la gara prevede che i partecipanti facciano il giro intorno all'isola di Partalansaari, percorrendo 65 km (in un giorno) o 75 km (in due giorni). È prevista anche una gara di barche a remi in legno da 12 m.
Nei dintorni di Sulkava si trovano le rovine preistoriche della fortezza di Linnavuori.